# Liste de jeux Sunsoft
Cette liste de jeux Sunsoft répertorie les jeux vidéo développés ou édités par l'entreprise Sunsoft.
| Année de sortie | Titre                                                             | Développeur        | Éditeur         | Plates-formes                                                                   |
| --------------- | ----------------------------------------------------------------- | ------------------ | --------------- | ------------------------------------------------------------------------------- |
| 1979            | Dai San Wakusei Meteor                                            | Oui                | Oui (JPN)       | Borne d'arcade                                                                  |
| 1981            | Funky Fish                                                        | Oui                | Oui (AN)        | Borne d'arcade                                                                  |
| 1982            | Kangaroo                                                          | Oui                | Oui (AN)        | Borne d'arcade, Atari 8-bits                                                    |
| 1983            | Arabian                                                           | Oui                |                 | Borne d'arcade                                                                  |
| 1983            | Markham                                                           | Oui                | Oui (AN)        | Borne d'arcade                                                                  |
| 1984            | Banbam                                                            | Oui                | Oui             | Borne d'arcade                                                                  |
| 1984            | Strength and Skill                                                | Oui                | Oui (JPN)       | Borne d'arcade                                                                  |
| 1985            | Super Arabian                                                     | Oui                | Oui (JPN)       | Nintendo Entertainment System                                                   |
| 1985            | Route-16 Turbo                                                    | Oui                | Oui (JPN)       | Nintendo Entertainment System                                                   |
| 1985            | Ikki                                                              |                    | Oui (JPN)       | Borne d'arcade, Nintendo Entertainment System                                   |
| 1986            | Atlantis no Nazo                                                  | Oui                | Oui (JPN)       | Nintendo Entertainment System                                                   |
| 1986            | Kanshakudama Nage Kantarō no Tōkaidō Gojūsan Tsugi                |                    | Oui (JPN)       | Nintendo Entertainment System                                                   |
| 1986            | Dead Zone                                                         | Oui                | Oui (JPN)       | Famicom Disk System                                                             |
| 1986            | Adian no Tsue                                                     | Oui                | Oui (JPN)       | Famicom Disk System                                                             |
| 1986            | Madoola no Tsubasa: The Wing of Madoola                           |                    | Oui (JPN)       | Nintendo Entertainment System                                                   |
| 1987            | Nazoler Land                                                      | Oui                | Oui (JPN)       | Famicom Disk System                                                             |
| 1987            | Marchen Veil                                                      |                    | Oui (JPN)       | Famicom Disk System                                                             |
| 1987            | Super Boy Allan                                                   | Oui                | Oui (JPN)       | Famicom Disk System                                                             |
| 1987            | Chitei Tairiku Orudoora                                           | Oui                | Oui (JPN)       | Famicom Disk System                                                             |
| 1987            | Nazoler Land Dai 2 Gō                                             | Oui                | Oui (JPN)       | Famicom Disk System                                                             |
| 1987            | Fantasy Zone                                                      | Oui                | Oui (JPN)       | Nintendo Entertainment System                                                   |
| 1987            | Tenka no Goikenban: Mito Kōmon                                    |                    | Oui (JPN)       | Nintendo Entertainment System                                                   |
| 1987            | Spy Hunter                                                        | Oui                | Oui (JPN)       | Nintendo Entertainment System                                                   |
| 1987            | Sky Kid                                                           |                    | Oui (AN)        | Nintendo Entertainment System                                                   |
| 1987            | Shanghai                                                          | Oui                | Oui (JPN)       | Nintendo Entertainment System - Borne d'arcade (1988)                           |
| 1987            | Nazoler Land Special                                              | Oui                | Oui (JPN)       | Famicom Disk System                                                             |
| 1988            | Ripple Island                                                     |                    | Oui (JPN)       | Nintendo Entertainment System                                                   |
| 1988            | Nazoler Land Dai 3 Gō                                             | Oui                | Oui (JPN)       | Famicom Disk System                                                             |
| 1988            | Freedom Force                                                     | Oui                | Oui (AN)        | Nintendo Entertainment System                                                   |
| 1988            | Blaster Master                                                    |                    | Oui             | Nintendo Entertainment System                                                   |
| 1988            | Mito Kōmon II: Sekai Manyū Ki                                     |                    | Oui (JPN)       | Nintendo Entertainment System                                                   |
| 1988            | Alien Syndrome                                                    |                    | Oui (JPN)       | Nintendo Entertainment System                                                   |
| 1988            | Nankin no Adventure                                               | Oui                | Oui (JPN)       | Famicom Disk System                                                             |
| 1988            | Fantasy Zone II: Opa-Opa no Namida                                | Oui (arcade)       | Oui (NES : JPN) | Nintendo Entertainment System, Borne d'arcade                                   |
| 1988            | Vs. Platoon                                                       | Oui                | Oui (AN)        | Borne d'arcade                                                                  |
| 1988            | Vs. Freedom Force                                                 | Oui                |                 | Borne d'arcade                                                                  |
| 1988            | Tough Turf                                                        | Oui                |                 | Borne d'arcade                                                                  |
| 1988            | Platoon                                                           | Oui                | Oui (AN)        | Nintendo Entertainment System                                                   |
| 1988            | Xenophobe                                                         | Oui                | Oui (AN)        | Nintendo Entertainment System                                                   |
| 1989            | Sekiryūō                                                          |                    | Oui (JPN)       | Nintendo Entertainment System                                                   |
| 1989            | Out Live                                                          |                    | Oui (JPN)       | PC-Engine                                                                       |
| 1989            | After Burner II                                                   |                    | Oui (JPN)       | Nintendo Entertainment System                                                   |
| 1989            | MahaRaja                                                          |                    | Oui (JPN)       | Nintendo Entertainment System                                                   |
| 1989            | Fester's Quest                                                    | Oui                | Oui (EUR / AN)  | Nintendo Entertainment System                                                   |
| 1989            | Batman: The Video Game                                            | Oui                | Oui             | Nintendo Entertainment System - Game Boy (1990)                                 |
| 1989            | Benkei Gaiden                                                     |                    | Oui (JPN)       | PC-Engine                                                                       |
| 1989            | Bay Route                                                         | Oui                |                 | Borne d'arcade                                                                  |
| 1989            | Shanghai II                                                       | Oui                | Oui (JPN)       | Borne d'arcade - Nintendo Entertainment System, Game Gear                       |
| 1990            | Batman: The Video Game                                            | Oui                | Oui             | Mega Drive, PC-Engine                                                           |
| 1990            | City Hunter                                                       |                    | Oui (JPN)       | PC-Engine                                                                       |
| 1990            | Tel Tel Mahjong                                                   |                    | Oui (JPN)       | Mega Drive                                                                      |
| 1990            | Journey to Silius                                                 |                    | Oui             | Nintendo Entertainment System                                                   |
| 1990            | Mahjong Gokū Special                                              |                    | Oui (JPN)       | PC-Engine                                                                       |
| 1990            | Tel Tel Stadium                                                   | Oui                | Oui (JPN)       | Mega Drive                                                                      |
| 1990            | Nantettatte!! Baseball                                            | Oui                | Oui (JPN)       | Nintendo Entertainment System                                                   |
| 1990            | Gremlins 2: The New Batch                                         | Oui                | Oui             | Nintendo Entertainment System, Game Boy                                         |
| 1990            | Pri Pri Primitive Princess!                                       |                    | Oui (JPN)       | Game Boy                                                                        |
| 1991            | Nantettatte!! Baseball OB All Star Hen                            | Oui                | Oui (JPN)       | Nintendo Entertainment System                                                   |
| 1991            | The Manhole                                                       |                    | Oui (JPN)       | PC-Engine CD                                                                    |
| 1991            | Shikinjoh                                                         | Oui                | Oui (JPN)       | Mega Drive, Game Gear                                                           |
| 1991            | Nantettatte!! Baseball '91 Kaimaku Hen                            | Oui                | Oui (JPN)       | Nintendo Entertainment System                                                   |
| 1991            | Blaster Master Jr.                                                |                    | Oui             | Game Boy                                                                        |
| 1991            | U-four-ia: The Saga                                               | Oui                | Oui             | Nintendo Entertainment System                                                   |
| 1991            | Super Spy Hunter                                                  |                    | Oui             | Nintendo Entertainment System                                                   |
| 1991            | Aerostar                                                          |                    | Oui (AN)        | Game Boy                                                                        |
| 1991            | Lemmings                                                          | Oui                | Oui             | Super Nintendo - Nintendo Entertainment System, Mega Drive, PC-Engine CD (1992) |
| 1991            | Batman: Return of the Joker                                       | Oui                | Oui             | Nintendo Entertainment System - Game Boy (1992)                                 |
| 1992            | Super Fantasy Zone                                                | Oui                | Oui (EUR / JPN) | Mega Drive                                                                      |
| 1992            | Gimmick!                                                          | Oui                | Oui             | Nintendo Entertainment System                                                   |
| 1992            | Honō no Dōkyūji: Dodge Danpei                                     | Oui                | Oui (JPN)       | Nintendo Entertainment System, Super Nintendo                                   |
| 1992            | Quiz no Hoshi                                                     | Oui                | Oui (JPN)       | PC-Engine CD                                                                    |
| 1992            | Looney Tunes                                                      | Oui                | Oui             | Game Boy - Game Boy Color (1999)                                                |
| 1992            | Trip World                                                        | Oui                | Oui             | Game Boy                                                                        |
| 1992            | Super SWIV                                                        |                    | Oui (AN)        | Super Nintendo                                                                  |
| 1992            | Looney Tunes: Road Runner                                         |                    | Oui             | Super Nintendo                                                                  |
| 1992            | Benkei Gaiden: Suna no Shō                                        |                    | Oui (JPN)       | Super Nintendo                                                                  |
| 1992            | Barcode World                                                     |                    | Oui (JPN)       | Nintendo Entertainment System                                                   |
| 1992            | Sunsoft Grand Prix                                                |                    | Oui (EUR)       | Game Boy                                                                        |
| 1992            | Superman: The Man of Steel                                        | Oui                | Oui (AN)        | Mega Drive                                                                      |
| 1992            | Batman: Revenge of the Joker                                      |                    | Oui (AN)        | Mega Drive                                                                      |
| 1993            | Xak: The Art of Visual Stage                                      |                    | Oui (JPN)       | Super Nintendo                                                                  |
| 1993            | Albert Odyssey                                                    | Oui                | Oui (JPN)       | Super Nintendo                                                                  |
| 1993            | Pyokotan no Dai Meiro                                             |                    | Oui (JPN)       | Nintendo Entertainment System                                                   |
| 1993            | Honoo no Dōkyūji: Dodge Danpei 2                                  | Oui                | Oui (JPN)       | Nintendo Entertainment System                                                   |
| 1993            | Tumble Pop                                                        |                    | Oui (AN)        | Game Boy                                                                        |
| 1993            | Taz-Mania                                                         |                    | Oui             | Super Nintendo - Game Boy (1994)                                                |
| 1993            | Speedy Gonzales                                                   |                    | Oui             | Game Boy                                                                        |
| 1993            | World Heroes                                                      | Oui                | Oui             | Super Nintendo                                                                  |
| 1993            | Aero the Acro-Bat                                                 |                    | Oui             | Super Nintendo, Mega Drive                                                      |
| 1993            | Daffy Duck: The Marvin Missions                                   |                    | Oui             | Super Nintendo                                                                  |
| 1993            | Super Air Diver                                                   |                    | Oui (EUR)       | Super Nintendo                                                                  |
| 1993            | Hebereke no Popūn                                                 |                    | Oui             | Super Nintendo                                                                  |
| 1993            | Flashback                                                         |                    | Oui (JPN)       | Super Nintendo, Mega Drive                                                      |
| 1993            | Beauty and the Beast: Belle's Quest                               |                    | Oui (AN)        | Mega Drive                                                                      |
| 1993            | Shanghai III                                                      | Oui                | Oui             | Borne d'arcade - Super Nintendo (1994)                                          |
| 1993            | Blaster Master 2                                                  |                    | Oui (AN)        | Mega Drive                                                                      |
| 1993            | Beauty and the Beast: Roar of the Beast                           |                    | Oui (AN)        | Mega Drive                                                                      |
| 1993            | Punky Doodle                                                      | Oui                | Oui             | Borne d'arcade                                                                  |
| 1994            | Bugs Bunny: Rabbit Rampage                                        |                    | Oui             | Super Nintendo                                                                  |
| 1994            | Sugoi Hebereke                                                    | Oui                | Oui             | Super Nintendo                                                                  |
| 1994            | Pirates of Dark Water, The                                        | Oui                | Oui             | Super Nintendo, Mega Drive                                                      |
| 1994            | World Cup USA '94                                                 |                    | Oui (JPN)       | Super Nintendo, Game Boy                                                        |
| 1994            | Panorama Cotton                                                   |                    | Oui (JPN)       | Mega Drive                                                                      |
| 1994            | Lemmings 2: The Tribes                                            |                    | Oui (JPN)       | Super Nintendo                                                                  |
| 1994            | Hebereke no Oishii Puzzle                                         |                    | Oui (JPN)       | Super Nintendo                                                                  |
| 1994            | Death and Return of Superman, The                                 |                    | Oui             | Super Nintendo - Mega Drive (1995)                                              |
| 1994            | Daffy Duck                                                        | Oui                | Oui             | Game Boy                                                                        |
| 1994            | Hissatsu Pachinko Collection                                      |                    | Oui (JPN)       | Super Nintendo                                                                  |
| 1994            | Shōnen Ninja Sasuke                                               |                    | Oui (JPN)       | Super Nintendo                                                                  |
| 1994            | Myst                                                              |                    | Oui (EUR / JPN) | Saturn - PlayStation (2000) - iOS (2009)                                        |
| 1994            | Aero the Acro-Bat 2                                               |                    | Oui             | Super Nintendo, Mega Drive                                                      |
| 1994            | Zero the Kamikaze Squirrel                                        |                    | Oui             | Super Nintendo, Mega Drive                                                      |
| 1994            | ACME Animation Factory                                            |                    | Oui             | Super Nintendo                                                                  |
| 1994            | Daze Before Christmas                                             |                    | Oui             | Super Nintendo, Mega Drive                                                      |
| 1994            | Mahjong Station Mazin                                             |                    | Oui (JPN)       | PlayStation                                                                     |
| 1994            | Hashire Hebereke                                                  | Oui                | Oui (JPN)       | Super Nintendo                                                                  |
| 1994            | Albert Odyssey 2: Jashin no Taidō                                 | Oui                | Oui             | Super Nintendo                                                                  |
| 1994            | Super Hockey '94                                                  |                    | Oui (EUR)       | Super Nintendo                                                                  |
| 1994            | Bubble and Squeak                                                 |                    | Oui             | Mega Drive                                                                      |
| 1994            | Hebereke no Popūn                                                 | Oui                |                 | Borne d'arcade                                                                  |
| 1995            | Harapeko Bakka                                                    |                    | Oui (EUR)       | Super Nintendo                                                                  |
| 1995            | Shanghai: Triple-Threat                                           |                    | Oui (JPN)       | Borne d'arcade, Super Nintendo, Saturn - Super Nintendo (BS - 1998)             |
| 1995            | Galaxy Fight: Universal Warriors                                  | Oui                | Oui (NGCD)      | Neo-Geo, Neo-Geo CD, Saturn - PlayStation (1996)                                |
| 1995            | Looney Tunes Basketball                                           |                    | Oui             | Super Nintendo                                                                  |
| 1995            | Hebereke's Popoitto                                               | Oui                | Oui             | Super Nintendo, Saturn, PlayStation                                             |
| 1995            | Hissatsu Pachinko Collection 2                                    |                    | Oui (JPN)       | Super Nintendo                                                                  |
| 1995            | Deae Tonosama Appare Ichiban                                      |                    | Oui (JPN)       | Super Nintendo                                                                  |
| 1995            | Game no Tatsujin                                                  | Oui                | Oui             | Super Nintendo, 3DO, Saturn, PlayStation                                        |
| 1995            | Justice League Task Force                                         |                    | Oui (AN)        | Super Nintendo                                                                  |
| 1995            | Alfred Chicken                                                    |                    | Oui (JPN)       | Game Boy                                                                        |
| 1995            | Speedy Gonzales: Los Gatos Bandidos                               | Oui                |                 | Super Nintendo                                                                  |
| 1995            | Ochan no Oekaki Logic                                             |                    | Oui (JPN)       | Super Nintendo, Saturn, PlayStation - WonderSwan (2000)                         |
| 1995            | Game no Tatsujin: The Shanghai                                    |                    | Oui (JPN)       | Super Nintendo, Saturn, PlayStation                                             |
| 1995            | Hissatsu Pachinko Collection 3                                    |                    | Oui (JPN)       | Super Nintendo                                                                  |
| 1995            | Scooby-Doo Mystery                                                | Oui                |                 | Super Nintendo                                                                  |
| 1996            | Hissatsu Pachinko Collection                                      | Oui                | Oui (JPN)       | Saturn                                                                          |
| 1996            | Game no Tatsujin 2                                                |                    | Oui (JPN)       | Saturn - PlayStation (1997)                                                     |
| 1996            | Albert Odyssey: Legend of Eldean                                  |                    | Oui (JPN)       | Saturn                                                                          |
| 1996            | Hissatsu Pachinko Collection 4                                    |                    | Oui (JPN)       | Super Nintendo                                                                  |
| 1996            | Hissatsu Pachinko Station                                         |                    | Oui (JPN)       | PlayStation                                                                     |
| 1996            | Ochan no Oekaki Logic 2                                           |                    | Oui (JPN)       | PlayStation                                                                     |
| 1996            | Stone Walkers                                                     | Oui                | Oui (JPN)       | PlayStation                                                                     |
| 1996            | Oracle no Hōseki: Jewels of the Oracle                            |                    | Oui             | Saturn, PlayStation                                                             |
| 1996            | Shanghai: Great Moments                                           |                    | Oui (JPN)       | Saturn - PlayStation (1997)                                                     |
| 1996            | Waku Waku 7                                                       | Oui                |                 | Borne d'arcade, Neo-Geo - Saturn (1997)                                         |
| 1996            | Virtual Gallop Kishudō                                            |                    | Oui (JPN)       | PlayStation                                                                     |
| 1996            | Ayrton Senna Kart Duel                                            |                    | Oui (EUR)       | PlayStation                                                                     |
| 1997            | Ayrton Senna Kart Duel 2                                          |                    | Oui (EUR)       | PlayStation                                                                     |
| 1997            | Nippon Golf Kyōkai Kanshū: Double Eagle                           |                    | Oui (JPN)       | PlayStation                                                                     |
| 1997            | Out Live: Be Eliminate Yesterday                                  |                    | Oui (JPN)       | PlayStation                                                                     |
| 1997            | Kōkai Sarena Katta Shuki: The Note                                |                    | Oui (EUR)       | PlayStation                                                                     |
| 1997            | Riven                                                             | Oui (Saturn)       | Oui (JPN : PC)  | PlayStation, Windows - iOS (2013)                                               |
| 1997            | Chameleon Twist                                                   |                    | Oui (EUR/AN)    | Nintendo 64                                                                     |
| 1997            | Photo Genic                                                       |                    | Oui (JPN)       | PlayStation - Saturn (1998)                                                     |
| 1997            | Hissatsu Pachinko Station 2                                       |                    | Oui (JPN)       | PlayStation                                                                     |
| 1997            | Tecmo's Deception                                                 |                    | Oui (EUR)       | PlayStation, Windows, Mac                                                       |
| 1997            | Syyrah: The Warp Hunter                                           |                    | Oui (EUR)       | Windows                                                                         |
| 1998            | BS Albert Odyssey                                                 | Oui                |                 | Super Nintendo                                                                  |
| 1998            | Final Fantasy Legend, The                                         |                    | Oui (AN rééd.)  | Game Boy                                                                        |
| 1998            | Final Fantasy Legend II                                           |                    | Oui (AN rééd.)  | Game Boy                                                                        |
| 1998            | Final Fantasy Legend III                                          |                    | Oui (AN rééd.)  | Game Boy                                                                        |
| 1998            | Shanghai Pocket                                                   | Oui                | Oui             | Game Boy, Game Boy Color - WonderSwan (1999)                                    |
| 1998            | Astra Superstars                                                  |                    | Oui (JPN)       | Borne d'arcade, Saturn                                                          |
| 1998            | Hissatsu Pachi-Slot Station                                       |                    | Oui (JPN)       | PlayStation                                                                     |
| 1998            | Donald in Maui Mallard                                            |                    | Oui (AN)        | Game Boy                                                                        |
| 1998            | Shanghai: True Valor                                              | Oui                | Oui (AN/JPN)    | Borne d'arcade, PlayStation                                                     |
| 1998            | Hissatsu Pachinko Station: Monster House Special                  | Oui                | Oui (JPN)       | PlayStation                                                                     |
| 1998            | Monsterseed                                                       |                    | Oui             | PlayStation                                                                     |
| 1998            | Hard Edge                                                         | Oui                | Oui             | PlayStation                                                                     |
| 1998            | Hissatsu Pachinko Station 3                                       | Oui                | Oui (JPN)       | PlayStation                                                                     |
| 1998            | Power Quest                                                       |                    | Oui             | Game Boy Color                                                                  |
| 1998            | Mystic Quest                                                      |                    | Oui (AN rééd.)  | Game Boy                                                                        |
| 1998            | BurgerTime Deluxe                                                 |                    | Oui (AN rééd.)  | Game Boy                                                                        |
| 1998            | Daedalian Opus                                                    |                    | Oui (AN rééd.)  | Game Boy                                                                        |
| 1998            | Disney's Darkwing Duck                                            |                    | Oui (AN rééd.)  | Game Boy                                                                        |
| 1998            | Disney's TaleSpin                                                 |                    | Oui (AN rééd.)  | Game Boy                                                                        |
| 1998            | Lock 'n' Chase                                                    |                    | Oui (AN rééd.)  | Game Boy                                                                        |
| 1998            | Side Pocket                                                       |                    | Oui (AN rééd.)  | Game Boy                                                                        |
| 1998            | Turrican                                                          |                    | Oui (AN rééd.)  | Game Boy                                                                        |
| 1998            | Who Framed Roger Rabbit                                           |                    | Oui (AN rééd.)  | Game Boy                                                                        |
| 1999            | Hissatsu Pachinko Station 4                                       | Oui                | Oui (JPN)       | PlayStation                                                                     |
| 1999            | Chameleon Twist 2                                                 |                    | Oui (EUR / AN)  | Nintendo 64                                                                     |
| 1999            | Hissatsu Pachinko Station: Classic                                | Oui                | Oui (JPN)       | PlayStation                                                                     |
| 1999            | Logical                                                           |                    | Oui (AN)        | Game Boy Color                                                                  |
| 1999            | Holy Magic Century                                                |                    | Oui (AN)        | Game Boy Color                                                                  |
| 1999            | Space Invaders                                                    | Oui                | Oui (JPN)       | WonderSwan                                                                      |
| 1999            | Puma Street Soccer                                                |                    | Oui (EUR)       | PlayStation                                                                     |
| 1999            | Hissatsu Pachinko Station 5                                       | Oui                | Oui (JPN)       | PlayStation                                                                     |
| 1999            | Hissatsu Pachinko Station 6                                       | Oui                | Oui (JPN)       | PlayStation                                                                     |
| 1999            | Puzzle Bobble                                                     |                    | Oui (JPN)       | WonderSwan                                                                      |
| 1999            | Hissatsu Pachinko Station Puchi                                   | Oui                | Oui (JPN)       | PlayStation                                                                     |
| 1999            | Hissatsu Pachinko Station Now                                     | Oui                | Oui (JPN)       | PlayStation                                                                     |
| 1999            | Wonder B-Cruise                                                   |                    | Oui (JPN)       | PlayStation                                                                     |
| 1999            | Hissatsu Pachi-Slot Station 2                                     | Oui                | Oui (JPN)       | PlayStation                                                                     |
| 1999            | Hissatsu Pachinko Station 7                                       | Oui                | Oui (JPN)       | PlayStation                                                                     |
| 1999            | Monkey Magic                                                      |                    | Oui             | PlayStation                                                                     |
| 1999            | Tasmanian Devil: Munching Madness                                 |                    | Oui             | Game Boy Color                                                                  |
| 1999            | Eternal Eyes                                                      |                    | Oui (EUR / JPN) | PlayStation                                                                     |
| 1999            | Hissatsu Pachi-Slot Station SP                                    | Oui                | Oui (JPN)       | PlayStation                                                                     |
| 1999            | Love Game's: Wai Wai Tennis 2                                     | Oui                | Oui             | PlayStation                                                                     |
| 1999            | Hissatsu Pachinko Station Now 2                                   | Oui                | Oui (JPN)       | PlayStation                                                                     |
| 1999            | Speedy Gonzales: Aztec Adventure                                  | Oui                | Oui             | Game Boy Color                                                                  |
| 1999            | Daffy Duck : Un trésor de canard                                  |                    | Oui             | Game Boy Color                                                                  |
| 2000            | Mask of Zorro, The                                                |                    | Oui (AN)        | Game Boy Color                                                                  |
| 2000            | Quest: Brian's Journey                                            |                    | Oui (AN)        | Game Boy Color                                                                  |
| 2000            | Hissatsu Pachinko Station Now 3                                   | Oui                | Oui (JPN)       | PlayStation                                                                     |
| 2000            | Hissatsu Pachinko Station Puchi 2                                 | Oui                | Oui (JPN)       | PlayStation                                                                     |
| 2000            | Blaster Master: Enemy Below                                       | Oui                | Oui             | Game Boy Color                                                                  |
| 2000            | Hissatsu Pachi-Slot Station 3                                     | Oui                | Oui (JPN)       | PlayStation                                                                     |
| 2000            | Hissatsu Pachinko Station 8                                       | Oui                | Oui (JPN)       | PlayStation                                                                     |
| 2000            | Hissatsu Pachinko Station: Classic 2                              | Oui                | Oui (JPN)       | PlayStation                                                                     |
| 2000            | Hissatsu Pachinko Boy CR Monster House                            |                    | Oui (JPN)       | Game Boy Color                                                                  |
| 2000            | Murasaki Kinshiro, The                                            | Oui                | Oui (JPN)       | PlayStation                                                                     |
| 2000            | RonRon, The                                                       | Oui                | Oui (JPN)       | PlayStation                                                                     |
| 2000            | Hissatsu Pachinko Station 9                                       | Oui                | Oui (JPN)       | PlayStation                                                                     |
| 2000            | Street Mahjong Trans-Asakami 2                                    | Oui                | Oui (JPN)       | PlayStation 2                                                                   |
| 2000            | Moomin's Tale                                                     |                    | Oui             | Game Boy Color                                                                  |
| 2000            | Hissatsu Pachinko Station Now 4                                   | Oui                | Oui (JPN)       | PlayStation                                                                     |
| 2000            | Blaster Master: Blasting Again                                    | Oui                | Oui (JPN)       | PlayStation                                                                     |
| 2000            | Hissatsu Pachinko Station Now 5                                   | Oui                | Oui (JPN)       | PlayStation                                                                     |
| 2000            | Hissatsu Pachi-Slot Station 4                                     | Oui                | Oui (JPN)       | PlayStation                                                                     |
| 2000            | Kishu Michi                                                       | Oui                | Oui (JPN)       | PlayStation                                                                     |
| 2000            | Hissatsu Pachi-Slot Station SP 2                                  | Oui                | Oui (JPN)       | PlayStation                                                                     |
| 2000            | Shanghai: Four Elements                                           | Oui                | Oui (JPN)       | PlayStation 2                                                                   |
| 2000            | Hissatsu Pachinko Station Toyomaru Special                        | Oui                | Oui (JPN)       | PlayStation                                                                     |
| 2000            | Hissatsu Pachinko Station 10                                      | Oui                | Oui (JPN)       | PlayStation                                                                     |
| 2000            | Hissatsu Pachinko Station Now 6                                   | Oui                | Oui (JPN)       | PlayStation                                                                     |
| 2000            | Yamasa Digi Guide: M-771                                          | Oui                | Oui (JPN)       | PlayStation                                                                     |
| 2000            | Hissatsu Pachi-Slot Station 5                                     | Oui                | Oui (JPN)       | PlayStation                                                                     |
| 2000            | Project S-11                                                      |                    | Oui (AN)        | Game Boy Color                                                                  |
| 2000            | Hissatsu Pachinko Station Now 7                                   | Oui                | Oui (JPN)       | PlayStation                                                                     |
| 2001            | Ochan no Oekaki Logic 3                                           | Oui                | Oui (JPN)       | PlayStation                                                                     |
| 2001            | Hissatsu Pachinko Station Now 8: Jarinko Chie                     | Oui                | Oui (JPN)       | PlayStation                                                                     |
| 2001            | Ashita no Joe Tōchi: Typing Namida Hashi                          |                    | Oui (JPN)       | PlayStation 2                                                                   |
| 2001            | Kids Station: Yancharu Moncha                                     | Oui                | Oui (JPN)       | PlayStation                                                                     |
| 2001            | Hissatsu Pachinko Station V: Honoo no Bakushōgun                  | Oui                | Oui (JPN)       | PlayStation 2                                                                   |
| 2001            | Hissatsu Pachinko Station V2                                      | Oui                | Oui (JPN)       | PlayStation 2                                                                   |
| 2001            | Memorial * Series: Sunsoft Vol. 1                                 |                    | Oui (JPN)       | PlayStation                                                                     |
| 2001            | Kids Station: Barbapapa                                           | Oui                | Oui (JPN)       | PlayStation                                                                     |
| 2001            | Initial D: Takahashi Ryosuke no Typing Saisoku Riron              | Oui                | Oui (JPN)       | PlayStation 2                                                                   |
| 2001            | Minna no Igo                                                      | Oui                | Oui (JPN)       | PlayStation                                                                     |
| 2001            | Memorial * Series: Sunsoft Vol. 2                                 |                    | Oui (JPN)       | PlayStation                                                                     |
| 2001            | Kids Station: Unten Daisuki - Doki Doki * Norimono Daibōken       |                    | Oui (JPN)       | PlayStation                                                                     |
| 2001            | Ponkkikkids 21                                                    |                    | Oui (JPN)       | PlayStation                                                                     |
| 2001            | Shanghai Advance                                                  |                    | Oui (JPN)       | Game Boy Advance                                                                |
| 2001            | Memorial * Series: Sunsoft Vol. 3                                 |                    | Oui (JPN)       | PlayStation                                                                     |
| 2002            | Hissatsu Pachi-Slot Station SP 3                                  |                    | Oui (JPN)       | PlayStation                                                                     |
| 2002            | Clock Tower 3                                                     | Oui (coproduction) |                 | PlayStation 2                                                                   |
| 2002            | Typing Kengo: Musashi no Ken                                      |                    | Oui (JPN)       | PlayStation 2                                                                   |
| 2002            | Chō! Rakushii Internet Tomodachi Nowa                             |                    | Oui (JPN)       | PlayStation 2                                                                   |
| 2002            | Hissatsu Pachinko Station Now 9                                   | Oui                | Oui (JPN)       | PlayStation                                                                     |
| 2002            | Memorial * Series: Sunsoft Vol. 4                                 |                    | Oui (JPN)       | PlayStation                                                                     |
| 2002            | Typing Renai Hakusho: Boys Be...                                  |                    | Oui (JPN)       | PlayStation 2                                                                   |
| 2002            | Memorial * Series: Sunsoft Vol. 5                                 |                    | Oui (JPN)       | PlayStation                                                                     |
| 2002            | Hissatsu Pachinko Station V3                                      |                    | Oui (JPN)       | PlayStation 2                                                                   |
| 2002            | Hissatsu Pachinko Station V4                                      |                    | Oui (JPN)       | PlayStation 2                                                                   |
| 2002            | Hissatsu Pachinko Station V5                                      |                    | Oui (JPN)       | PlayStation 2                                                                   |
| 2002            | Memorial * Series: Sunsoft Vol. 6                                 |                    | Oui (JPN)       | PlayStation                                                                     |
| 2002            | Hissatsu Pachinko Station V6                                      |                    | Oui (JPN)       | PlayStation 2                                                                   |
| 2002            | Shanghai: Sangoku Pai Tatagi                                      |                    | Oui (JPN)       | Borne d'arcade, PlayStation 2                                                   |
| 2002            | Tomak: Save the Earth                                             |                    | Oui (JPN)       | PlayStation 2                                                                   |
| 2002            | Gears War                                                         |                    | Oui (JPN)       | Windows                                                                         |
| 2003            | Hissatsu Pachinko Station V7                                      |                    | Oui (JPN)       | PlayStation 2                                                                   |
| 2003            | Hissatsu Pachinko Station V8                                      |                    | Oui (JPN)       | PlayStation 2                                                                   |
| 2005            | Hissatsu Pachinko Station V9: Osomatsu-kun                        |                    | Oui (JPN)       | PlayStation 2                                                                   |
| 2005            | Hissatsu Pachinko Station V10                                     |                    | Oui (JPN)       | PlayStation 2                                                                   |
| 2005            | Super Shanghai 2005                                               | Oui                |                 | Borne d'arcade                                                                  |
| 2005            | Hissatsu Pachinko Station V11                                     | Oui                | Oui (JPN)       | PlayStation 2                                                                   |
| 2005            | Hissatsu Pachi-Slot Evolution: Ninja Hattori-Kun V                | Oui                | Oui (JPN)       | PlayStation 2                                                                   |
| 2006            | Hissatsu Pachinko Evolution 2: Osomatsu-Kun                       | Oui                | Oui (JPN)       | PlayStation 2                                                                   |
| 2006            | Shanghai                                                          | Oui                | Oui (JPN)       | PlayStation Portable                                                            |
| 2008            | Mahjong Solitaire                                                 |                    | Oui             | iOS                                                                             |
| 2009            | Princess Ai Monogatari                                            | Oui                | Oui (JPN)       | Wii                                                                             |
| 2009            | Minna de Taisen Puzzle: Shanghai Wii                              | Oui                | Oui (JPN)       | Wii                                                                             |
| 2009            | Out of Galaxy: Gin no Corsica                                     | Oui                | Oui (JPN)       | Wii                                                                             |
| 2009            | Mahjong Solitaire: Three Kingdoms Saga                            |                    | Oui             | iOS                                                                             |
| 2009            | Pannu: BrainFlash in Okinawa                                      |                    | Oui             | iOS                                                                             |
| 2010            | Blaster Master: Overdrive                                         | Oui                | Oui             | Wii                                                                             |
| 2010            | PonPonPanic                                                       |                    | Oui             | iOS                                                                             |
| 2010            | Shanghai HD                                                       |                    | Oui             | iOS                                                                             |
| 2010            | Ikki Online                                                       | Oui                | Oui (JPN)       | PlayStation 3                                                                   |
| 2010            | Clock Tower                                                       |                    | Oui             | Console virtuelle (Wii), Console virtuelle (Wii U)                              |
| 2010            | Shanghai DS 2                                                     | Oui                | Oui (JPN)       | Nintendo DS                                                                     |
| 2010            | Shanghai Amigo                                                    |                    | Oui             | iOS                                                                             |
| 2011            | Mahjong Cub3d                                                     | Oui                | Oui (JPN)       | Nintendo 3DS                                                                    |
| 2011            | Clock Tower: The First Fear                                       |                    | Oui (JPN)       | PSOne Classics                                                                  |
| 2012            | Clock Tower 2                                                     |                    | Oui (JPN)       | PSOne Classics                                                                  |
| 2012            | MahjongGirls                                                      |                    | Oui             | iOS                                                                             |
| 2012            | 3D MahJongg                                                       | Oui                |                 | Nintendo 3DS                                                                    |
| 2012            | Clock Tower II: The Struggle Within                               |                    | Oui (JPN)       | PSOne Classics                                                                  |
| 2012            | Dragon Breaker                                                    |                    | Oui             | iOS                                                                             |
| 2013            | OrePuri! Ore ga Gakuen no Ohimesama                               |                    | Oui             | iOS                                                                             |
| 2013            | Ore Star! Ore to Aitsu ga Idol Star!?                             |                    | Oui             | iOS                                                                             |
| 2013            | BL Ikemen Gakuen - Ore Puri x Cross! Ore ga Gakuen no Ohimesama!? |                    | Oui             | iOS                                                                             |
| 2014            | Shanghai 3D                                                       | Oui                |                 | Nintendo 3DS                                                                    |
| 2014            | BL Gokudō Mafia - GokuMen! Ojō na Ore to Ikemen Mafia - Ku        |                    | Oui             | iOS                                                                             |
| 2017            | ACA Neo-Geo: Waku Waku 7                                          | Oui                |                 | Nintendo Switch - PlayStation 4, Xbox One (2018)                                |
| 2017            | ACA Neo-Geo: Galaxy Fight - Universal Warriors                    | Oui                |                 | Nintendo Switch                                                                 |
| 2018            | Dark Eclipse                                                      | Oui                | Oui (AN / JPN)  | PlayStation 4                                                                   |
| 2018            | Mahjong Solitaire Refresh                                         | Oui                | Oui             | Nintendo Switch - Windows (2019)                                                |
| 2019            | Obduction                                                         |                    | Oui (JPN)       | PlayStation 4                                                                   |